# Шептекита, Валерий Иванович
Валерий Иванович Шептекита (укр. Валерій Іванович Шептекіта; 20 декабря 1940, Тлумач, Украинская ССР — 3 июня 2021, Киев, Украина) — советский и украинский актёр театра, кино и дубляжа. Заслуженный артист Украинской ССР (1982). Народный артист Украины (2000).

## Биография
После окончания школы играл в Ахтырском народном театре, пел в мужской хоровой капелле.
В 1967 году окончил Киевский театральный институт.
Играл в разных театрах городов Украины - Ровно, Донецк, Львов, Черновцы, Сумы. Отдал 40 лет жизни - Киевскому академическому Молодому театру  (с 1979).
За время выступлений на его счету накопилось более 120 ярких театральных ролей. В первой премьере театра «…С весной я к тебе вернусь» В. Шептекита исполнял роль Островского, а в известной комедии «За двумя зайцами» – Серка. Невозможно забыть его роли из спектаклей «Сватовство на Гончаровке», «Дядя Ваня», «Кайдаши», «Девичий виноград», Мармеладов в пьесе "Убивец" (по "Преступлению и наказанию" Ф.Достоевского), многие играл несколько сот раз.
Последний раз вышел на сцену 8 мая 2021 года в спектакле «Гагарин и Барселона», вскоре заболел коронавирусом. Ситуацию усложнило то, что Шептекита до последнего отказывался обращаться за помощью к врачам, так как всю жизнь лечился самостоятельно. Умер в киевской больнице 3 июня 2021 г .
Был кремирован, прах похоронен в колумбарии Байкового кладбища.

## Фильмография
- 1971 — «Звездный цвет»
- 1974 — «Гусы-лебеди летят» — Юхрим
- 1981 — «Овод» — сеньор Грассини
- 1983 — «Три гильзы от английского карабина» — Мацюк
- 1984 — «Иванко и царь Поганин»
- 1985 — «Диктатура»
- 1986 — «Мама, родная, любимая…» — отец Николай
- 1986 — «Одинокая женщина желает познакомиться» — Касьянов, друг Валентина
- 1986 — «Борис Годунов» — Пафнутий, игумен Чудесная монастырь
- 1988 — «Поляна сказок» — эпизод
- 1990 — «Дрянь» — врач-нарколог
- 1990 — «Ныне прославися сын человеческий» — эпизод
- 1990 — «Распад» — Дмитрий Степанович
- 1992 — «В начале было слово»
- 1993 — «Сад Гефсиманский»
- 1997—1998 — «Роксолана (телесериал)»
- 2001 — «Леди Бомж»
- 2004 — «Русское лекарство»
- 2005 — «Двенадцать стульев» — доктор Медофф
- 2005 — «Золотые парни»
- 2005 — «Взбалмошная»
- 2006 — «Богдан-Зиновий Хмельницкий» — мастер-бандурист
- 2006 — «Девять жизней Нестора Махно» — Кропоткин
- 2006 — «Опер Крюк»
- 2006 — «Первое правило королевы»
- 2006 — «Приблуда»
- 2006 — «Психопатка»
- 2006 — «Старая подруга»
- 2006 — «Театр обречённых»
- 2007 — «Смерть шпионам!»
- 2010 — «Непрухи»
- 2016 — «25-й час»
- 2016 — «Бестселлер по любви»
- 2018 — «Я, ты, он, она»
- 2019 — «Папик»
- 2021 — «Королева дорог»
- 2021 — «Папик-2»